# Cassia eremophila
Cassia eremophila är en ärtväxtart som beskrevs av Julius Rudolph Theodor Vogel. Cassia eremophila ingår i släktet Cassia och familjen ärtväxter. Utöver nominatformen finns också underarten C. e. eremophila.